# Polymixis sahariensis
Polymixis sahariensis är en fjärilsart som beskrevs av Rothschild. Polymixis sahariensis ingår i släktet Polymixis och familjen nattflyn. Inga underarter finns listade i Catalogue of Life.